# 泰萊湖
泰萊湖（Lac Télé ）是西非國家剛果共和國的淡水湖，位於該國東北部，長6公里、寬5公里，面積約23平方公里，蓄水量7,100萬立方米，湖水流出至剛果河，據說湖中有神秘生物魔克拉-姆邊貝出沒。